# Kaa-Chemskij kožuun
Il Kaa-Chemskij kožuun (in russo Каа-Хемский кожуун?; in tuvano: Каа-Хем кожуун) è un distretto della Repubblica di Tuva, nella Siberia Orientale. Occupa una superficie di 25 726,04 chilometri quadrati, è suddiviso in 11 sumon, ospita una popolazione di circa 12 337 abitanti e ha come capoluogo il villaggio di Saryg-Sep. 
Il maggior fiume del distretto è il Malyj Enisej (detto anche Ka Chem).